# Carly Pearce (альбом)
| Оценки критиков | Оценки критиков |
| Источник        | Оценка          |
| --------------- | --------------- |
| Allmusic        | [ 1 ]           |

Carly Pearce — второй студийный альбом американской кантри-певицы Карли Пирс, вышедший 14 февраля 2020 года на лейбле Big Machine Records. Продюсером был Busbee.

## Об альбоме
Карли Пирс анонсировала свой второй студийный альбом в ноябре 2019 года, сразу обозначив окончательную дату на 14 февраля 2020 года. Альбом она посвятила своему продюсеру Busbee, скончавшемуся от рака мозга 29 сентября 2019 года.
Запись 13 треков альбома продюсировал busbee. Созданную Келси Баллерини, Эшли Горли, Jesse Frasure, Томасом Реттом песню «Finish Your Sentences» Карли Спирс записала вместе с мужем Майклом Рэем. Трек был первоначально отправлен певице президентом лейбла Big Machine Label Group Скоттом Борчеттой, в то время когда она и Майкл находились ещё на ранних этапах знакомства (они поженились 6 октября 2019 года).
Альбом получил положительные отзывы музыкальных критиков и интернет-изданий.

### Синглы
Лид-сингл «Closer to You» альбома вышел 2 ноября 2018 года. Вторым стал сингл «I Hope You’re Happy Now» записанный в дуэте с кантри-певцом Ли Брайсом, который вышел 27 сентября 2019 года.

### Промосинглы
Ещё до выхода альбома вышло четыре промосингла. Релиз первого из них «It Won’t Always Be Like This» состоялся 6 декабря 2019 года вместе с анонсированием названия альбома и его треклиста. Затем в январе 2020 года вышли промосинглы «Call Me» «Heart’s Going Out of Its Mind» и «You Kissed Me First».

## Список композиций
По данным iHeartRadio.
| №                   | Название                                 | Автор(ы)                                              | Длительность |
| ------------------- | ---------------------------------------- | ----------------------------------------------------- | ------------ |
| 1.                  | «Closer to You»                          | Хиллари Линдси Gordie Sampson Troy Verges             | 3:07         |
| 2.                  | «Call Me»                                | busbee Emily Shackelton Phillip Sweet Jimi Westbrook  | 3:42         |
| 3.                  | «I Hope You're Happy Now» (с Ли Брайсом) | Карли Пирс Люк Комбс Randy Montana Jonathan Singleton | 3:18         |
| 4.                  | «Dashboard Jesus»                        | Shackelton Виктория Бэнкс Sara Haze                   | 3:11         |
| 5.                  | «Halfway Home»                           | Пирс Jimmy Robbins Laura Veltz                        | 3:21         |
| 6.                  | «Heart's Going Out of Its Mind»          | Пирс Veltz Joe Ginsberg                               | 2:50         |
| 7.                  | «Finish Your Sentences» (с Michael Ray)  | Келси Баллерини Jesse Frasure Эшли Горли Томас Ретт   | 2:49         |
| 8.                  | «It Won't Always Be Like This»           | Пирс Sam Ellis Natalie Hemby                          | 3:44         |
| 9.                  | «Lightning in a Bottle»                  | Hannah Ellis Anna Vaus                                | 2:59         |
| 10.                 | «Love Has No Heart»                      | Haze Шейн Маканалли Trevor Rosen                      | 3:39         |
| 11.                 | «Woman Down»                             | Маканалли Robbins Veltz                               | 3:02         |
| 12.                 | «You Kissed Me First»                    | Линдси Sampson Josh Kear                              | 3:16         |
| 13.                 | «Greener Grass»                          | Линдси Jonny Price Ben West                           | 4:04         |
| Общая длительность: | Общая длительность:                      | Общая длительность:                                   | 43:02        |

## Позиции в чартах

### Еженедельные чарты
| Чарт (2020)                              | Высшая позиция |
| ---------------------------------------- | -------------- |
| Шотландия (Scottish Albums Chart)        | 70             |
| Великобритания (UK Country Albums Chart) | 3              |
| США (Billboard 200)                      | 73             |
| США (Billboard Top Country Albums)       | 6              |

### Годовые итоговые чарты
| Чарт (2020)                       | Позиция |
| --------------------------------- | ------- |
| US Top Country Albums (Billboard) | 54      |